# Lion Geyser
Lion Geyser is een conusgeiser in het Upper Geyser Basin van Yellowstone National Park.

## Uitbarsting
De geiser barst uit in series, die beginnen met een uitbarsting die ongeveer 7 minuten duurt. De uitbarstingen die daarop volgen, hebben een duur van minder dan 1 minuut tot 4 minuten.
De eerste uitbarsting, de zogenaamde initial, is in de meeste gevallen de hoogste en langste uitbarsting van de serie. Deze uitbarsting duurt 6 tot 8 minuten en kan de 27 meter bereiken. Na deze uitbarsting volgen er geen tot meer dan 30 andere uitbarstingen. De tijd tussen de eerste uitbarsting en de uitbarsting die daarop volgt, is gemiddeld 1 uur en 20 minuten.
De uitbarstingen die volgen na de eerste uitbarsting, zijn óf een grote (major) óf een kleine (minor). Beide soorten uitbarstingen kunnen een hoogte van 15 meter of meer bereiken. De grote uitbarstingen hebben een duur van 1 tot 4 minuten en hebben een korte stoomfase die daarop volgt. De tijd tussen een grote uitbarsting en de volgende is ongeveer één tot anderhalf uur. De kleine uitbarstingen hebben een meestal een duur van minder dan 1 minuut en hebben geen korte stoomfase. De tijd tussen een kleine uitbarsting en de volgende kan minder dan 10 minuten zijn, maar ook meer dan een half uur.
Nadat een serie beëindigd is, is de tijd tot de volgende serie vier tot meer dan 90 uur. Dit wordt onder andere bepaald door het aantal uitbarstingen in de vorige serie en de activiteit van de geisers die in verbinding staan met Lion Geyser.

## Verbindingen met andere geiser
Lion Geyser zit op een heuvel met drie andere geisers, namelijk Little Cub, Big Cub en Lioness Geyser. Alle vier zijn ondergronds met elkaar verbonden.
Naast de verbinding met de geisers op de heuvel, heeft Lion Geyser ook een verbinding met North Goggles Geyser. Als North Goggles Geyser actief is, barst de geiser tijdens een serie van Lion Geyser uit of kort na de laatste uitbarsting in de serie.

## Geschiedenis
De originele naam van Lion Geyser was Niobe, omdat regelmatig water uit de opening van Lion Geyser spettert tussen twee series, alsof de geiser 'huilt'. De huidige naam komt waarschijnlijk door het geluid dat de geiser voor, tijdens of na uitbarstingen maakt, namelijk dat van een leeuw.